# Acanthoderes planiusculus
Acanthoderes planiusculus  (лат.) — вид жесткокрылых из семейства усачей. Время лёта жука с апреля по июнь.

## Распространение
Распространён в Турции и Сирии.

## Описание
Жук длиной 10—19 мм.

## Развитие
Жизненный цикл вида длится два года.